# 文暦
文暦（、旧字体：文󠄁曆）は、日本の元号の一つ。天福の後、嘉禎の前。1234年から1235年までの期間を指す。この時代の天皇は四条天皇。鎌倉幕府将軍は藤原頼経、執権は北条泰時。

## 改元
- 天福2年11月5日（ユリウス暦1234年11月27日）：天変地震により改元。
- 文暦2年9月19日（ユリウス暦1235年11月1日）：嘉禎に改元。

## 文暦期におきた出来事
2年
- 3月12日：新勅撰和歌集が成立。

## 西暦との対照表
※は小の月を示す。
| 文暦元年（甲午） | 一月      | 二月※ | 三月  | 四月 | 五月※ | 六月 | 七月※  | 八月  | 九月※ | 十月  | 十一月※ | 十二月  |           |
| ---------------- | --------- | ----- | ----- | ---- | ----- | ---- | ------ | ----- | ----- | ----- | ------- | ------- | --------- |
| ユリウス暦       | 1234/1/31 | 3/2   | 3/31  | 4/30 | 5/30  | 6/28 | 7/28   | 8/26  | 9/25  | 10/24 | 11/23   | 12/22   |           |
| 文暦二年（乙未） | 一月※     | 二月  | 三月※ | 四月 | 五月※ | 六月 | 閏六月 | 七月※ | 八月  | 九月※ | 十月    | 十一月※ | 十二月    |
| ユリウス暦       | 1235/1/21 | 2/19  | 3/21  | 4/19 | 5/19  | 6/17 | 7/17   | 8/16  | 9/14  | 10/14 | 11/12   | 12/12   | 1236/1/10 |